# Alía
Alía è un comune spagnolo di 1 272 abitanti situato nella comunità autonoma dell'Estremadura.